# Barcode of Life Data System
Das Barcode of Life Data System (allgemein bekannt als BOLD oder BOLDSystems) ist eine Webplattform, die sich speziell mit dem DNA-Barcoding befasst. Es handelt sich um eine cloudbasierte Plattform zur Datenspeicherung und -analyse, die am Centre for Biodiversity Genomics in Kanada entwickelt wurde. Sie besteht aus vier Hauptmodulen: einem Datenportal, einem Bildungsportal, einem Register von BINs (mutmaßlichen Arten) und einer Datenerfassungs- und Analyse-Workbench, die eine Online-Plattform für die Analyse von DNA-Sequenzen bietet. Seit seiner Einführung im Jahr 2005 wurde BOLD um eine Reihe von Funktionen erweitert, darunter Datenorganisation, Validierung, Visualisierung und Veröffentlichung. Die jüngste Version des Systems, Version 4, die 2017 eingeführt wurde, bringt eine Reihe von Verbesserungen zur Unterstützung der Datenerfassung und -analyse mit sich, enthält aber auch neue Funktionen zur Verbesserung der Datenverbreitung, Zitierung und Kommentierung. Vor dem 16. November 2020 enthielt BOLD bereits Barcode-Sequenzen für 318.105 formal beschriebene Arten von Tieren, Pflanzen, Pilzen und Protisten (mit ~8,9 Millionen Exemplaren).
BOLD steht allen Forschern, die sich für das DNA-Barcoding interessieren, kostenlos zur Verfügung. Durch die Bereitstellung spezialisierter Dienste hilft es bei der Veröffentlichung von Datensätzen, die den Standards entsprechen, die für die BARCODE-Einstufung in den internationalen Nukleotidsequenz-Datenbanken erforderlich sind. Aufgrund seiner webbasierten Bereitstellung und seines flexiblen Datensicherheitsmodells ist es auch gut geeignet, Projekte zu unterstützen, an denen breite Forschungsallianzen beteiligt sind.
Die Datenfreigabe von BOLD stammt hauptsächlich aus dem Projekt BARCODE 500K, das vom International Barcode of Life (iBOL) Consortium von 2010 bis 2015 durchgeführt wurde. Es zielte auf die Datenerfassung von DNA-Barcode-Datensätzen für 5 Millionen Exemplare ab, die 500.000 Arten repräsentieren. Die Sammlung der Exemplare, die Zuordnung der Sequenzen und die Sortierung der Informationen wurden von einer großen Anzahl von Wissenschaftlern, Mitarbeitern und Einrichtungen aus verschiedenen Ländern der Welt durchgeführt. Die Datenakkumulation erhöht die Genauigkeit der DNA-Barcode-Identifizierung und erleichtert die Verwirklichung der Barcodierung des Lebens.
Zur Zeit (4. Mai 2025) enthält die Datenbank 370.000 Arten von 16,5 Millionen Exemplaren mit 22,06 Millionen Proben.